# 竹村叔子
竹村 叔子（たけむら よしこ、1960年6月9日 - ）は、日本の女優、声優。東京都出身。劇団昴所属。

## 略歴
幼い頃から引っ込み思案であり、色々想像をすることが好きだった。日曜学校に通っていたが、クリスマスの降誕劇で羊といった動物役が多く、「聖母マリアのように赤子を抱いた役を演じたい」と考えており、それが高じて芝居好きになったという。中学高校時代は演劇部に所属しており、「お姫様をやりたい」という願望があった。東京都立桜町高等学校卒業卒業後、2年間OLとして就職してお金を貯めて21歳の時に演劇学校に入学。その後、劇団昴に入団。劇団昴に所属する前は文学座を受けていた。

## 人物
特技は水泳、スキューバダイビング。

## 出演作品
太字はメインキャラクター。

### テレビアニメ
1999年
- GTO（藤吉コージの母）

2001年
- ガイスターズ FRACTIONS OF THE EARTH（カタリナ・ウェスタ）
- 旋風の用心棒（典枝）

2002年
- 東京ミュウミュウ（ももかの母）

2004年
- マリア様がみてる〜春〜（彩子）

2005年
- 銀盤カレイドスコープ（校長）
- CLUSTER EDGE（貴婦人）

2006年
- 蟲師（ヨキの母）

2007年
- ゼロの使い魔〜双月の騎士〜（ヴァリエール公爵夫人〈カリーヌ・デジレ・ド・マイヤール〉）
- 電脳コイル（親戚のおばあちゃん）

2008年
- カイバ
- 西洋骨董洋菓子店〜アンティーク〜（芥川佐和子）
- テイルズ オブ ジ アビス（ローズ）

2011年
- TIGER & BUNNY（サマンサ）

2013年
- 惡の華

2016年
- くまみこ（おばさん）

2023年
- 不滅のあなたへ（タセット）

### 劇場アニメ
- ホッタラケの島 〜遥と魔法の鏡〜（2009年、人形師妻[6]）

### Webアニメ
- ポケモンコンシェルジュ（2023年、ワタナベ[7]）

### ゲーム
- 龍が如く7 光と闇の行方（2020年）
- ファイナルファンタジーVII リメイク（2020年）
- バイオハザード ヴィレッジ （2021年、ルイザ）

### 吹き替え

#### 映画
- アイ・アム・レジェンド（アリス・クルピン博士〈エマ・トンプソン〉）※ソフト版
- アイズ ワイド シャット
- 悪魔のくちづけ
- アンダーワールド: エボリューション
- ウーマン・イン・ブラック2 死の天使（ジーン・ホッグ〈ヘレン・マックロリー〉）
- ウォーターワールド ※テレビ東京版
- 宇宙戦争
- エクソシスト（クリス・マクニール〈エレン・バースティン〉）※ディレクターズ・カット版
- エクソシスト 信じる者（クリス・マクニール〈エレン・バースティン〉[8]）
- オデッセイ2001（パメラ・チャンサー）
- オリエント急行殺人事件（メアリ・デベナム）※DVD用追加部分
- 奇跡のひと マリーとマルグリット（マリーの母親）
- グッドナイト・ムーン
- 恋するベーカリー
- コレクター
- サイドウェイ（ミッシー・ドティ）
- 最終絶叫計画（マン先生）
- サンダーバード
- しあわせの処方箋
- 幸せのレシピ
- シャーペイのファビュラス・アドベンチャー
- ジョーカー:フォリ・ア・ドゥ（ベイティ博士〈ジューン・カリル〉[9]）
- スティーヴン・キング ビッグ・ドライバー（ラモーナ・ノーヴェル〈アン・ダウド〉）
- スパイダーマン（マデリーン・ワトソン）
- チンパンジー・ジェニー
- 翼のない天使（シスター・テリー）
- デンジャラス・ビューティー2
- デビル・インサイド（マリア）
- ハイスクール・ミュージカル
- ハイスクール・ミュージカル2（ダービー・エヴァンス〈ジェシカ・タック〉）
- バック・トゥ・ザ・フューチャー PART3 ※日本テレビ版（思い出の復刻版DVD収録）
- フェイク・フィアンセ（ヴァル）
- ホワイト・オランダー（スーザン）
- マリグナント 狂暴な悪夢（ウィーバー〈ジャクリーン・マッケンジー〉[10]）
- ミッション:インポッシブル3
- メリー・ポピンズ リターンズ（ミス・ラーク〈サダ・ブーカー〉[11]）
- やさしい本泥棒（ローザ・フーバーマン〈エミリー・ワトソン〉）

#### ドラマ
- アラーム・フォー・コブラ11（アンナ・エンゲルハルト）
- アリー my Love
- ER緊急救命室（ジェニー・ブレ〈グロリア・ルーベン〉）
- WITHOUT A TRACE/FBI 失踪者を追え!3 #2
- 奥さまは首相 〜ミセス・プリチャードの挑戦〜
- 救命医ハンク セレブ診療ファイル（アリソン・ムーア）
- クリミナル・マインド FBI行動分析課
  - シーズン3 #15（パム）
  - シーズン4 #15（シーラ）
  - シーズン6 #3, #23
- クリミナル・マインド 特命捜査班レッドセル #10
- グレイズ・アナトミー 恋の解剖学
- ケース・センシティブ 静かなる殺人
- コールドケース7 ザ・ファイナル（スージー・ヒル）
- CSI:マイアミ9（リンダ）
- トータル・リコール2070（ジョイ）
- ナーズ・ジャッキー2
- ハリーズ・ロー 裏通り法律事務所（リネット・ゼールス〈アン・キューザック〉）
- PAN AM/パンナム
- フレンズ
- ベルグレービア 秘密だらけの邸宅街（アン・トレンチャード〈タムシン・グレイグ〉[12]）
- ホワイトチャペル3 終わりなき殺意
- マイファミリー・ウェディング
- MR. ROBOT/ミスター・ロボット（クリスタ・ゴードン〈グロリア・ルーベン〉）
- ミディアム6 霊能者アリソン・デュボア（ローレン・ポートマン〈フェイス・プリンス〉）
- ランドスケーパーズ 秘密の庭（スーザン・エドワーズ〈オリヴィア・コールマン〉）
- ロックフォードの事件メモ
- ワイルド・ランナーシリーズ（アンナ・エンゲルハルト）
- 私はラブ・リーガル（ヴィッキー）
- ワンス・アポン・ア・タイム（ルース）

#### アニメ
- おさるのジョージ
- WALL・E/ウォーリー
- きよしこの夜 バスターとチョーンシーの素敵なクリスマス（グレッチェン）
- ティーン・タイタンズ（マコトの師匠）
- パン屋のベンの大作戦（ヘレナ）
- メガマインド
- モンスターズ・インク（コンピューターの声）
- ライオン・キング（サフィナ）

### テレビドラマ
- どうぶつ通り夢ランド 第10話「二人だけで愛の告白?!」
- 森村誠一の終着駅シリーズ 終列車・新宿発23時20分、アルプス号に乗った2組の男女・発車ベルは殺人の幕開け…（1990年）
- 辻真先の婚約旅行殺人事件シリーズ 沖縄ハネムーン連続殺人事件・豪華フェリーに乗った男女7人の危険な関係!!（1990年）
- 刑事貴族
- 山村美紗サスペンス 女相続人連続殺人事件
- 大人は判ってくれない（1992年）
- まだ喝采が聞こえる
- 私は代行屋!事件推理請負人3 不倫医師殺人! 銀座ホステスを襲う謎の黒革の手帳!?
- ひとりキャンプで食って寝る（2019年）

### CM
- ウィンディTV CF（ナレーション）
- ELE英会話教材カセットテープ（声）
- 共立メンテナンス「社員の想い・暮らす」篇
- 味の素冷凍食品「五目炒飯」「一心不乱」篇

### 舞台
1985年
- フライデー・ナイト・メッセージ

1987年
- マクベス（1987年 - 1988年）

1988年
- どん底
- ロミオとジュリエット

1989年
- なよたけ

1990年
- チャリング・クロス街84番地（1990年 - 1995年、ジャネット・ペンバートン）

1991年
- 春のめざめ

1992年
- Road‐ロード‐（クレア）

1994年
- クリスマス・キャロル（1994年 - 2005年、フェジウィッグ夫人、エマ、家政婦、クラチット夫人）

1995年
- カモメたちの晩夏

1996年
- 修道女（マザー・ド・モニ）

1997年
- マーヴィンの部屋（ベッシー）
- 礼服

1998年
- プレイング・フォア・タイム-命を奏でて-（カトリーナ）

2000年
- 罪と罰（リザヴェータ・イワーノヴナ、リッペヴェフゼル夫人）

2001年
- はだかの王子さま

2002年
- それから（梅子）

2003年
- 花のお遍路さん

2004年
- ジュリエットたち（紀子）

2005年
- 猫の恋、昴は天にのぼりつめ（緑川真智子）

2006年
- チャリング・クロス街84番地（メガン・ウェルズ）

2012年
- 石棺-チェルノブイリの黙示録-（クラーワ）

2018年
- ダウイー夫人の勲章（ミクラム）